# Greentown (Ohio)
Pour les articles homonymes, voir Greentown.
Greentown est une localité du Comté de Stark en Ohio.
Sa population était de 3 804 habitants en 2010.